# ستايسي فاربر
ستايسي فاربر هي ممثلة كندية، ولدت في 25 أغسطس 1987 في تورونتو في كندا.

## وصلات خارجية
- ستايسي فاربر على موقع IMDb (الإنجليزية)
- ستايسي فاربر على موقع ألو سيني (الفرنسية)
- ستايسي فاربر على موقع إن إن دي بي (الإنجليزية)
- ستايسي فاربر على موقع قاعدة بيانات الفيلم (الإنجليزية)
- ستايسي فاربر على موقع كينوبويسك (الروسية)